# Яница (певица)
Вижте пояснителната страница за други личности с името Яница.
Яница Господинова Вълкова, по-известна само като Яница, е българска попфолк и фолклорна[източник? (Поискан днес)] певица.

## Музикална кариера

### 2007 – 12: Връх: „Нещо яко“
2009 г. През пролетта певицата представя песента „Нощна програма“. На 19 май Яница, Vali и Asu представят видеоклип към песента „Ухание за любов“. На 2 декември Яница представя видеоклип към песента „Изгубени души“. Последната песен, която представя певицата, е „Нахално-скандално“.
2010 г. Първата песен, която представя певицата, е – „Предизвиквам те“ на 10 март. На 9 юни в град София музикална компания Пайнер отпразнува 20 години от създаването и Яница пее на събитието песента „Две в едно“. През лятото певицата представя видеоклип към песента – „Съвсем нарочно“. През същата година се включва в Турне „Планета Дерби“ 2010 Пловдив и пее песента „Съвсем нарочно“. Видеоклипът на Яница и Vali към песента „Сезон на греха“ се представя на 11 септември
2011 г. На 20 януари Яница и DJ Живко Микс представят видеоклип към песента „Спешно“. През лятото певицата представя видеоклип към песента „Наливай и ме напивай“. През есента излиза видеоклип към втората дуетна песен на Яница и DJ Живко Микс, чието заглавие е „Разбий ме“.
2012 г. На 9 март певицата представя видеоклип към песента „Хапе любовта“. През лятото певицата и DJ Живко Микс представят видеоклип към третия си дует, а песента се нарича „Нещо яко“. Следва видеоклип към песента „Не мога да спра“, чиято видеопремиера е на 19 октомври. На 17 декември певицата представя видеоклип към песента „Задръжки“. В края на годината излиза вторият самостоятелен албум на певицата, озаглавен „Нещо яко“. На 11-годишни музикални награди Яница и DJ Живко Микс печелят награда за „Най-желани изпълнители в Планета Пайнер Клуб“.

### 2013 – 2018: Промяна и нов стил
2013 г. През пролетта певицата представя баладата „Виновна“. През лятото е факт клипът към четвъртия дует на Яница и DJ Живко Микс, към песента „Натискай“.
През есента излизат Златните хитове на Пайнер. Яница е под номер 22 и включва 10 от хитове на певицата. В края на месец ноември излиза последната песен на Яница за годината, озаглавена „Нито минута“.
2014 г. През пролетта певицата тръгва на турне в САЩ. Част от градовете, които посещава, са: Лас Вегас, Чикаго, Ню Йорк. През лятото Яница представя песента „Виж ме“. Във видеоклипа ѝ участие взема ММА боецът Димитър Каменов. През есента излиза сингълът „Всичко чуждо пожелаваш“. Във видеоклипа участие взема и плеймейтката Моника Валериева.
2015 г. На 24 март певицата промотира видеоклип към песента „Вземай задължително“. В песента участие взема Константин. През месец май Галин представя видеоклип към песента „Роклята ти пада“, където участие взема Яница. В разгара на лятото на екран се появява песента „Грешната“, в което участва и Анелия. Във видеоклипа участие взема плеймейтката Мари Вачева. В края на месец декември финализира годината с песента „Върнах ти го“.
Спортни и елегантни съчетания, както и няколко по-провокативни визии, дават името на колекцията „CENSORED“. В средата на годината певицата представя песента „В пет ми звънни“. На 11 август излиза новата песен на Карлос със заглавие „Да разлаем кучетата“, в която участие взе Яница. В началото на есента излиза видеоклипът към сингъла „Хубаво го запомни“.
2017 г. На 16 февруари излиза песента ѝ „Няма да ме купиш“, в която участва Галин. В последния ден на 2017 г. Яница и Кристиана промотират видеоклипа към дуетнатата си песен „Главната“.
На 6 юли излиза „Отмъстителката“. На 21 септември представя новия си попфолк проект „Въртележката“.
2019 – Настояще:
2020 г. На 24 януари представя новият си поп-фолк проект със заглавие „Твоето Ферари“. На 6 август представя летният си хит „Имаш да ми даваш“.
През 2021 г. издава песните „Таратайка“ на 10 май, и „Налей си“ на 19 ноември, а през 2022 г. две – „Слабост моя“ на 27 май и „Съвършенство“ на 28 ноември.

## Дискография
- Самостоятелни албуми
  - 2006 – Яница
  - 2012 – Нещо яко
  - 2018 – Изкушение
  - 2018 – Мома Яница
- Компилации
  - 2013 – Златните хитове на Пайнер 22 – Яница

## Награди
Годишни награди на ТВ „Планета“
| Година | Получател          | Награда                                        |
| ------ | ------------------ | ---------------------------------------------- |
| 2009   | „Изгубени души“    | Песен със социално послание                    |
| 2012   | Яница и Живко Микс | Най-желани изпълнители в „Планета Пайнер клуб“ |

Други награди
| Година | Получател       | Награда                                                             |
| ------ | --------------- | ------------------------------------------------------------------- |
| 2003   | „Сладко излъжи“ | Награда за музика за песента [Тракия фолк 2003]                     |
| 2006   | Яница           | Трета награда на журито [Скопски филиграни, Македония]              |
| 2007   | Яница           | Награда на ТВ „Планета“ за песента „Проклет да биде“ [„Пирин фолк“] |
| 2014   | Яница           | „Музикален Секссимвол“ [Годишни награди на „Paparazzi“]             |
| 2015   | „Грешната“      | Хит на лятото [Signal.bg]                                           |